# Денисе
Денисе (фр. Denicé) насеље је и општина у источној Француској у региону Рона-Алпи, у департману Рона која припада префектури Вилфранш сир Саон.
По подацима из 2011. године у општини је живело 1348 становника, а густина насељености је износила 141,45 становника/km². Општина се простире на површини од 9,53 km². Налази се на средњој надморској висини од 220 метара (максималној 393 m, а минималној 215 m).

## Демографија
| 1962. | 1968. | 1975. | 1982. | 1990. | 1999. | 2011. |
| ----- | ----- | ----- | ----- | ----- | ----- | ----- |
| 994   | 1.004 | 975   | 979   | 1.121 | 1.256 | 1.348 |

График промене броја становника у току последњих година